# John Lafia
John Lafia (New York, 2 aprile 1957 – Los Angeles, 29 aprile 2020) è stato un regista e produttore cinematografico statunitense.

## Carriera
Il primo film di Lafia fu The Blue Iguana, che fu anche scritto da lui. Il film venne proiettato fuori concorso al Festival di Cannes 1988. In seguito scrisse altri film. In anni successivi è passato a scrivere film per la televisione, tra le quali la miniserie della NBC Magnitudo 10.5 e il suo seguito Apocalypse - L'apocalisse.